# チェオクの剣
『チェオクの剣』（チェオクのけん、原題：朝: 다모（茶母）タモ）は、2003年7月28日から9月9日まで韓国のMBCで放送された武俠ドラマ。全14話（月・火ミニシリーズ）。HD制作で、韓国のドラマとしては初めての試みであった。
韓国の時代劇としてはワイヤーアクションやCGなどの技術を多用した映像が特徴。既存の時代劇の域を超えた「フュージョン時代劇」と評される。時代設定は17世紀末期（1690年代)の粛宗治世の李氏朝鮮（朝鮮王朝）が舞台。
視聴率は同じ時間帯に放送されていたSBSの『野人時代』に及ばなかったものの「茶母廃人(ダモペイン、다모 폐인)」と呼ばれる熱狂的なファンを多数生み出した。

## ストーリー
良家に生まれ、優しい家族に囲まれて幸せに暮らす7歳の娘、チェヒ。しかし朝廷の実力者で人望もあった父が謀反の濡れ衣を着せられ、家族は離散。兄・チェムと共に追っ手から逃げるが、混乱の中で兄とも生き別れる。捕まったチェヒは官婢(役所の使用人)となり、そこで才能に恵まれながらも妾の子として不遇の日々を過ごしていた少年、ファンボ・ユンと出会う。他人とは思えず、兄妹のようにお互いを思い合うチェヒとユン。二人は山にこもり、伝説の武人・スウォルの元で厳しい修行に耐えながら武術を磨き、やがて大人になったユンはその武術を認められて左捕盗庁（チャポドチョン）の従事官（チョンサガン）に抜擢される。チェヒはチェオクと名を変え、左捕盗庁の茶母（タモ：お茶汲みなどの下働きをする人）となってユンに仕える。
ユンと共に鍛えた武術と、持ち前の聡明さで、刑事としても活躍するチェオクだが、その危険を顧みない仕事ぶりに、ユンの心配は尽きない。そんな中、にせ金事件を発端に盗賊団との攻防が始まる。しかしそれはただの盗賊団ではなく、朝廷の大物も関与して国家転覆を図る反乱軍だった。密偵として敵にもぐりこんだチェオクは、盗賊団のリーダー・ソンベクと出会い、惹かれあう。しかし立場は敵同士、その後何度となく剣を向け合うが、お互い相手を斬ることができない。
捕盗庁と反乱軍との攻防の中、ユンの上司である捕盗大将・セウク長官自ら命がけでおとりとなり、ユンはついに反乱軍の黒幕である朝廷の大物のしっぽを掴む。一方の反乱軍もついにクーデターを決行、一時は王の身柄を拘束するが、捕盗庁の返り討ちに合い、失敗する。ユンを斬るが、追い詰められたソンベクと、ソンベクへの思いを断ち切り、ユンの仇をとるべくソンベクに剣を向けるチェオク。しかしソンベクの死に際、ようやくチェオクとソンベクは2人の切っても切れない「縁」の秘密を知ることになる……。

## 主な出演者・キャスト
チャン・チェオク（장채옥／張彩玉） - ハ・ジウォン（吹替：小川範子）
左捕盗庁茶母。お茶汲みなどの下働きが本職だが、聡明さと武術の腕を買われ、事件捜査など刑事としても活躍する。武官の中でも仲間の一員として認識されている。もともと良家の生まれだが、7歳のときに父が謀反の濡れ衣を着せられ一家離散、官婢となる。昔の名前は「チェヒ」だが、捕盗庁に来る際に「反逆者の娘」という生い立ちを隠すため、名前を変える。官婢のときの主筋であるユンとは、出会って以来、捕盗庁でも上司でありながら兄妹同然の中だが、ユンの役に立ちたいという気持ちが強すぎて無謀ともいえる危険な行動を繰り返し、逆にユンの頭痛の種となってしまう。盗賊団の頭領・ソンベクとは浅からぬ縁があり、惹かれあってしまい、斬ることができずに悩む。最後にソンベクを追い詰め、思いを振り払うべく、自ら志願してソンベクを斬るが、ようやくソンベクが幼い頃に生き別れた兄・チェムであることに気付き、捕盗庁の矢や銃弾が飛び交う中で、発作的にソンベクに抱きついて倒れる。
ファンボ・ユン（황보윤／皇甫允） - イ・ソジン（吹替：てらそままさき）
左捕盗庁従事官。「天下一」と言われる武術の達人で、忠義に厚く、かつ冷静沈着な部分を併せ持っており、部下にも慕われる敏腕の武官として知られる。幼少の頃より才能に恵まれるが、地方長官の妾の子として産まれたコンプレックスから、「強くなりたい」とスウォルの下で武術を磨き、認められて従事官に抜擢される。本当はチェオクに惹かれているが身分が違い、一方で尊敬する上司の娘であるナニからは熱烈な求婚を受け、悩む。反乱軍の黒幕のしっぽをつかみ、クーデターにいち早く気付いて阻止し、ソンベクやタルピョンを追い詰めるが、タルピョンが持ち逃げした砂金に構わずタルピョンを斬り、タルピョンが砂金を海にぶちまけてしまったため、逆上したソンベクに斬られて倒れる。
チャン・ソンベク（장성백／張城伯） - キム・ミンジュン（吹替：森岡弘一郎）
盗賊団の頭領。民の苦しみを思い、民のための国をつくることを目指している革命家。チェオクやユンと互角に渡り合える武術の腕もある。タルピョンらにリーダーシップやカリスマ性を見込まれ、クーデター後の国を治めるリーダーとして期待され、若くして盗賊団の頭領を任される。いつも仲間や弱者のことを考え、慕われているが、民を苦しめる悪徳役人などは容赦なく切り捨てる。敵対する左捕盗庁の茶母と知りながら、チェオクと惹かれあっており、チェオクと同様に相手を斬ることができず、仲間からも批判の的になる。クーデター実行の直前になってタルピョンらと意見が対立、軍資金の砂金を生活費として仲間たちに配り、時機を待とうとするが、タルピョンが砂金を持ち逃げしてチェオクと砂金を人質に脱走を図り、追いかけてきたユンがタルピョンを斬った際にタルピョンが砂金を海にぶちまけてしまったため、逆上してユンを斬り、逃走する。やがて追い詰められ、チェオクの剣を奪い取って自決するが、最期に自分が生き別れた兄・チェムであることをチェオクに告げる。
ペク・チュワン （백주완） - イ・ハヌィ（吹替：岩崎ひろし）
左捕盗庁部将。あまり腕のいい武官ではなく、上の者に媚び、下の者に乱暴なお調子者だが、本当は情に厚く、チェオクをかわいがり、チェクチらにも優しい一面を見せる。
イ・ウォネ （이원해／李元海） - クォン・オジュン（吹替：咲野俊介）
左捕盗庁部将。武術に優れ、ユンが育てた左捕盗庁自慢の精鋭部隊を率いる。口が寂しいのか、いつも植物のようなものをかじっている。態度は荒っぽいが、現場では部下を率いる冷静なリーダーの顔も見せる。
アン録事（안녹사／安録事） - ユン・ムンシク（吹替：巻島康一）
左捕盗庁の録事(ノクサ、書記官)。武官ばかりの捕盗庁の中で、数少ない文官。職業柄、現場での出番はない。
アン・ビョンテク（안병택／安炳澤） - シン・スンファン（吹替：内田岳志）
アン録事の息子。チェオクのことが大好きで、いつも追いかけ回している。武術は素人だが、チェオクに近付きたいばかりに武官になると言い出し、周囲の反対を押し切って武官登用の試験を受ける。実技試験の結果はさんざんで、お前のようなやつは今まで見たことがないと呆れられるが、学科試験で高得点をたたき出し、合格してしまう。
チョ・セウク長官（조세욱／趙世旭） - パク・ヨンギュ（吹替：羽佐間道夫）
捕盗大将。忠義の士であり、王の信頼も厚い。ユンを見込んで左捕盗庁の従事官に抜擢する。誤認逮捕で王の信頼厚いホンドゥを自決に追い込んで王の怒りを買い、ユンと共に死罪を覚悟するが、反乱軍鎮圧の特命を帯びて助命され、命がけで王の期待に応えることを決意する。自らおとりとなって黒幕と会うが、左捕盗庁が探し回ったために疑われて斬られ、瀕死の重傷を負う。復活後はユンに代わって自ら先頭に立ち、逃走するソンベクを追い詰める。
チョ・チオ（조치오／趙治吾） - チョ・ジェヒョク（吹替：中博史）
右捕盗庁従事官。セウクの息子。若くして従事官に抜擢された優秀な武官だが、保守的で少々厳しすぎるため、あまり人望がなく、父でもある上司のセウク長官からも評価されていない。ホンドゥの自決でセウクとユンが逮捕されたため、自ら志願して左捕盗庁に移り、盗賊団討伐軍を率いるが、父に認められたいという気持ちが強すぎて冷静な判断ができず、敵を執拗に追い回しすぎてソンベクの罠にはまり、壊滅的な大敗北を喫して戦死する。
チョ・ナニ （조난희） - チェ・ヨンイン（吹替：森永明日夏）
セウクの娘。物静かなお嬢様。父の部下であるユンを慕い、結婚を望んでいるが、同時にユンの気持ちがチェオクのほうに向いていることも、よくわかっている。しかしチェオクとは恋敵というわけではなく、ユンが大切に思っている人ということで、チェオクのことも大切に思っている。地味顔。
マ・チュクチ （마축지／馬縮地） - イ・ムンシク（吹替：田村勝彦）
社会の最下層に生きるこそ泥。驚異的な俊足を生かし、妻にターゲットの注意を向かせ、その間にひったくりをして逃走するのがいつもの手口。チェオクに度々捕まり、更生とチェオクへの忠誠を誓う。左捕盗庁の捜査に協力し、当時獄中にあった盗賊団の一味・カッチュルに近付いて信頼を得、密偵としてチェオクと共に盗賊団に潜入する。功績を認められ、やっと泥棒生活から脱するが、妻を反乱軍に殺される。飲んだくれてくさっているところを、ユンの配慮により、左捕盗庁の兵士に取り立てられる。潜入捜査を終えて敵味方に分かれてからも、カッチュルを「アニキ」と慕っている。
マ・チュクチの妻 （타박녀） - ノ・ヒョンヒ（吹替：清水馨）
チュクチの妻。貧しい生活の中、夫と共に泥棒を繰り返す。チュクチが盗賊団に潜入している間は、ウォネと組んでチェオクたちとの連絡係をつとめる。泥棒から足を洗い、チュクチの子を身ごもるが、チュクチが留守の間に反乱軍に誘拐され、チェオクの身代わりとしてソンベクに斬られる。
チェ・ダルピョン（최달평／崔達平）  - チョン・ホグン（吹替：麦人）
大房。大商人であり、ソンベクらと反乱軍の黒幕をつなぐ役割を果たしている。国家転覆をライフワークとし、緻密な戦略で捕盗庁を悩ませるが、目的のためには手段を選ばず、仲間や弱者を見捨てたり、口封じのために殺害したりして、ソンベクらと対立することもある。ソンベクに指示を出す一方で、加藤ら日本人を雇い、裏工作に利用している。クーデターに際し、日本人部隊の協力を得ようと、済州島を譲る約束を勝手にしたため、ソンベクと対立し、拘束されるが、軍資金の砂金を持って逃走する。居合わせたチェオクを人質にユンをおびき出し、砂金を人質にソンベクにユンを殺させようとするが、ユンに斬られる。
スミョン - キム・ミンギョン（吹替：山本雅子）
タルピョンの配下で、武術の達人。タルピョンの指示で、ソンベクの傍を離れず、警護をしている。ソンベクを慕っているが、ソンベクと主筋のタルピョンが度々対立するため、ソンベクや盗賊団の仲間たちとは微妙な関係にある。タルピョンが裏でいろいろと悪いことをしているのはわかっているが、かつて命を救ってくれた恩人であり、逆らえない。武術に自信を持っているが、ユンには勝てず、二度にわたり重傷を負う。そのためか、ユンを見ると目つきが変わる。
ノ・ガッチュル （노각출） - クォン・ヨンウン（吹替：長克巳）
ソンベクの配下で、盗賊団の一味。一人娘を大変かわいがり、村に帰って娘の顔を見るのを楽しみにしている。逮捕されて獄中にいる間に、口封じのためタルピョンに毒を盛られそうになる。情に厚く、獄中で出会って以来チュクチとは親友で、捕盗庁の手引きで一緒に脱獄する。チェオクにおびき出されてソンベクがピンチに陥ったときには、自ら身を挺してソンベクを守り、倒れる。
トクス - チョン・インテク（吹替：堀部隆一）
ソンベクの配下で、盗賊団の一味。特技は手裏剣。ソンベクの代理として手下を率い、砦を守っている。ソンベクやカッチュルと同様、仲間を大切にしており、危険を冒してカッチュルの遺体を取り返す。
スウォル - イ・ジョンマン（吹替：川辺久造）
山奥の寺に籠っている老齢の僧だが、かつて僧兵を率いた伝説の武術の達人。厳しい修行でチェオクやユンの武術を鍛え、親交のあるセウクにユンを紹介する。医術にも優れ、瀕死の重傷を負ったチェオクやセウクを助け、ユンも困ったときには度々頼りにしている。
フンボク - パク・チュンギュ（吹替：村治学）
あまり表には出ないが、王に影のように寄り添い、王を警護する武術の達人。王が唯一信頼し、心を開ける人物。王宮に侵入してきたチェオクに瀕死の重傷を負わせる。また、王の密命などを伝える役目もする。クーデターの際には、王を守って反乱軍の前に立ちふさがり、孤軍奮闘するも、ついに力尽き、壮絶な死を遂げる。
チョン・ホンドゥ（정홍두／鄭弘斗） - ヒョン・ソク（吹替：宝亀克寿）
五軍営の一つ訓錬都監の大将。忠義の士であり、王の危機を救うなど、王からは絶対の信頼を置かれている。ソンベクの罠にはめられ、にせ金づくりの首謀者に仕立て上げられて逮捕されたため、縄目を受ける屈辱に耐え切れず、自殺する。同じ忠義の士として、セウクと親交があるが、他方で同じく王の信頼厚いピルジュンを「影で権力争いばかりしている」と軽蔑し、嫌っている。
加藤 - アン・ゲボム（吹替：斎藤志郎）
タルピョンに雇われ、日本人部隊を率いるプロの殺し屋。口封じのための住民殺害など、タルピョンの指示により裏工作で暗躍する。武器は日本刀。
チョン・ピルジュン（정필준／鄭弼俊） - チョン・ウク（吹替：稲垣隆史）
兵曹判書（国防大臣）の地位にあって自ら軍を動かすことのできる、数少ない朝廷の実力者。王の信頼厚く、朝廷内での評判も良いが……。
国王 - ソヌ・ジェドク
朝鮮王朝第19代国王・粛宗(スクチョン)。セウクを信頼し、ニセ金事件の一切を任せる。ソンベクの罠により最も信頼するホンドゥが逮捕され自決してしまったことに激怒し、誤認逮捕したセウクとユンを処刑しようとするが、命がけで王宮に侵入してきたチェオクの進言で思いとどまる。クーデターで一時身柄を拘束されるが、いち早く察知して駆けつけた左捕盗庁に助けられる。
チャン・イルスン（チェオクの父） - チョ・ジェヒョン
チャン・チェム（ソンベクの少年期）
チャン・チェヒ（チェオクの少女期）
チョン（商人） - イム・ヒョンシク（吹替：佐々木梅治）

## 日本での放送
日本では2003年8月からCSKNTVにて原題「茶母」の題で韓国オリジナル版が日本語字幕版で放送され、その後2005年11月から2006年2月までNHK-BS2にて日本語吹き替え版が放送された。メディアで大ブームとされた『冬のソナタ』、『美しき日々』、『オールイン 運命の愛』、『宮廷女官チャングムの誓い』に続くNHKによる韓国連続ドラマシリーズ放映（日本語吹き替え）の第5弾である。視聴率では前番組『宮廷女官チャングムの誓い』ほどの反響を得ることはできなかった。
2006年7月10日から2006年7月20日にかけてNHK-BS2で再放送された。2006年12月2日から2007年3月17日まではNHK総合テレビジョンにてHD画質で放送された(土曜23:10 - 24:10)。　